# Adrian Stoian
Adrian Marius Stoian, né le 11 février 1991 à Craiova, est un footballeur international roumain jouant actuellement au Ascoli Calcio 1898 FC au poste d'ailier.

## Carrière en club
Adrian Stoian commence à jouer au football à l'école de football Gheorghe Popescu en 2006.

### AS Rome
Il rejoint l'AS Rome en 2008. Il joue son seul et unique match avec le club le 21 mars 2009 contre la Juventus de Turin, en remplaçant Mirko Vučinić dans les dernières minutes du match.

### Pescara
Pour la saison 2011-2012, il est prêté à Pescara, mais il est blessé pendant de longs mois, l'empêchant de jouer souvent.

### FC Bari
Le 5 août 2011, il est prêté au FC Bari.
En décembre, il inscrit un doublé contre Brescia (victoire 3 buts à 1 de Bari). Il finit la saison en ayant marqué 5 buts avec Bari.

### Chievo Vérone
Lors de l'été 2012, il rejoint le Chievo Vérone dans un accord de copropriété, pour 500 000€ (dans cet accord, le milieu de terrain de Vérone Michael Bradley rejoint l'AS Rome).
Il marque son premier but avec le club le 31 octobre 2012, contre Pescara.

### FC Steaua Bucarest
En janvier 2019, il rentre au pays en signant en faveur du FC Steaua Bucarest.

## Sélection nationale
Il joue pour la première fois pour la Roumanie contre la Trinité-et-Tobago en match amical le 4 juin 2013.